# Смит-Дорриен, Гораций
Сэр Гораций Смит-Дорриен (англ. Sir Horace Lockwood Smith-Dorrien; 26 мая 1858 — 12 августа 1930) — британский военный деятель, генерал, ветеран многих колониальных войн в Африке, Англо-бурской и Первой мировой войн.

## Биография
Родился в Хэрсвуте в семье полковника, был двенадцатым из шестнадцати детей.
Образование получил в Харроу, затем окончил Королевскую военную академию в Сандхёрсте в 1876 году, после чего принял участие в Зулусской войне и в Египетской кампании 1882 года, после чего был приписан к египетской армии.
В 1884 году служил в Суакине, в 1885—1886 годах — на Ниле.
В 1897—1898 годах принимал участие в Тирахской кампании, в ходе которой за проявленные успехи в командовании войсками получил звание лейтенант-полковника.
Сразу же после этого он был вызван в Судан, где в то время англичане подавляли восстание махдистов, и принял участие в наступлении на Хартум, вследствие чего был повышен до полковника.
В 1899 году вернулся на юг к Африке в должности командира полка, вскоре после этого получил должность командира бригады и звание генерал-майора; затем продолжал служить в южноафриканских колониях и принял участие в целом ряде сражений Англо-бурской войны до конца 1901 года, когда был назначен генерал-адъютантом в Британскую Индию.
С 1903 по 1907 год служил в качестве командира округа, а затем дивизии, и был повышен в 1906 году до генерал-лейтенанта.
После этого он был вызван на родину, чтобы возглавить лагерь в Элдершоте, что он с успехом и выполнял до 1912 года, когда был назначен командующим войсками на юге Великобритании и повышен до генерала.
После смерти генерала Грирсона в августе 1914 года, когда британский экспедиционный корпус во Франции в ходе Первой мировой войны находился на стадии формирования, Смит-Дорриен был назначен командующим II корпусом британских экспедиционных сил. В Монсе и во время последующего отступления союзников главный удар наступавшего врага пришёлся на его войска, и, попав в трудное положение около Ле Като, он принял решение остановить отступление войск и дать бой; своими решительными действиями он сумел оторваться от немецкого преследования, хотя потери среди его солдат были довольно тяжелы.
Затем он командовал корпусом в сражении на Марне и во время кампании во Фландрии в октябре и ноябре. Во время разделения Экспедиционного корпуса на две армии он получил под командование 2-ю и занимал эту должность до апреля 1915 года, когда возвратился в Англию и был назначен командовать одной из так называемых «Домашних Оборонных армий».
В ноябре он был выбран возглавить британские войска в кампании против Германской Восточной Африки, но заболел во время путешествия в Африку, не был способен принять командование и вынужден был возвратиться домой.
В 1917 году он получил почётное звание лейтенанта Тауэра, а в 1918 году стал губернатором и главнокомандующим британскими войсками в Гибралтаре, занимая этот пост до 1923 года, после чего вышел в отставку и жил попеременно в Португалии и Англии.
В 1925 году опубликовал свои воспоминания о Первой мировой войне. В 1926 году сыграл самого себя в фильме The Battle of Mons.